# Palmenbuck
Der Palmenbuck ist ein mit Verordnung des Regierungspräsidiums Südbaden vom 19. August 1958 ausgewiesenes Naturschutzgebiet bei Bräunlingen im Schwarzwald-Baar-Kreis.

## Lage
Das Naturschutzgebiet befindet sich im Naturraum Baar und liegt am Rande des Bregtales nördlich von Bräunlingen. Es ist Teil des FFH-Gebiets Nr. 7916-311 Baar, Eschach und Südostschwarzwald.

## Beschreibung
Das kleine Naturschutzgebiet umfasst ein Magerrasenbiotop an einem südexponierten Hang mit alten, solitären Waldkiefern. Im Osten hat sich ein dichteres Feldgehölz entwickelt. Im Gebiet kommt die Küchenschelle vor. 